# The God in the Garden
The God in the Garden er en britisk stumfilm fra 1921 af Edwin J. Collins.

## Medvirkende
- Edith Craig som Miss Carroway
- Arthur Pusey som Mr. Hatch
- Mabel Poulton som Stella
- Mabel Archdall som Alicia Snitterfield
- James English som Mr. Snitterfield
- Beatrice Grosvenor som Jane Box
- Cecil Morton York
- A. Harding Steerman